# آنتساکوآبه
آنتساکوآبه (به لاتین: Antsakoabe) یک منطقهٔ مسکونی در ماداگاسکار است که در آنتسینانا دوم واقع شده‌است. آنتساکوآبه unknown نفر جمعیت دارد و ۳۵۲ متر بالاتر از سطح دریا واقع شده‌است.